# Mézières-sur-Issoire
Mézières-sur-Issoire, auf Okzitanisch „Masères“, ist eine Commune déléguée in der französischen Gemeinde Val d’Issoire mit 748 Einwohnern (Stand: 1. Januar 2022) in der Region Nouvelle-Aquitaine, im Département Haute-Vienne und im Arrondissement Bellac. Die Bewohner nennen sich Méziérauds.
Mézières-sur-Issoire wurde mit Wirkung vom 1. Januar 2016 mit Bussière-Boffy zur Commune nouvelle Val d’Issoire zusammengelegt.

## Geografie
Die Ortschaft wird von der Issoire tangiert. Nachbarorte Saint-Martial-sur-Isop im Nordwesten, Saint-Bonnet-de-Bellac im Nordosten, Peyrat-de-Bellac im Osten, Blond im Südosten, im Süden an Nouic im Süden, Bussière-Boffy im Südwesten und Gajoubert im Westen.

## Bevölkerungsentwicklung
| Jahr      | 1962 | 1968 | 1975 | 1982 | 1990 | 1999 | 2008 | 2013 |
| --------- | ---- | ---- | ---- | ---- | ---- | ---- | ---- | ---- |
| Einwohner | 1056 | 1019 | 1031 | 987  | 885  | 873  | 863  | 803  |

## Sehenswürdigkeiten

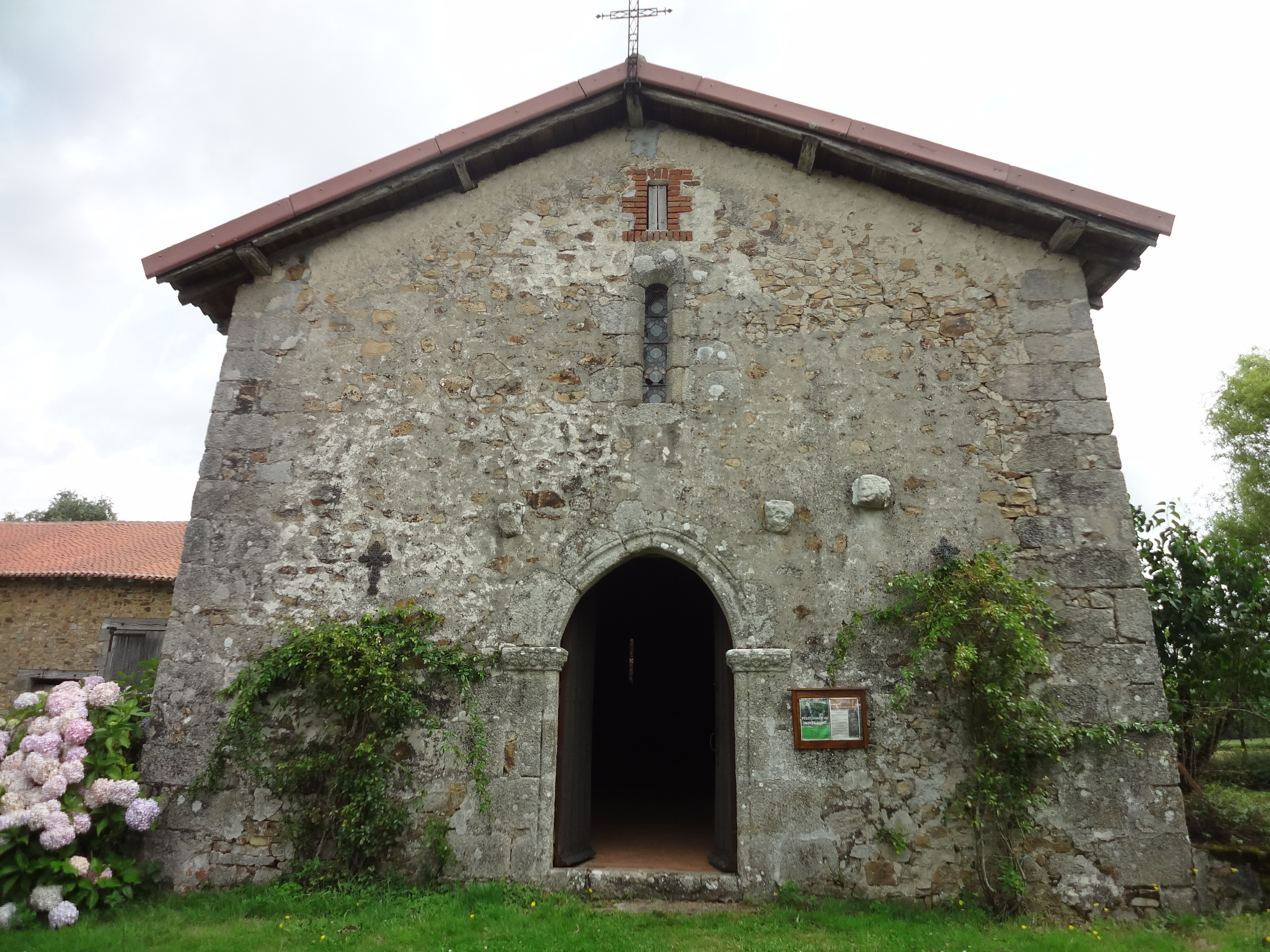
Kapelle Sainte-Anne de Taniers
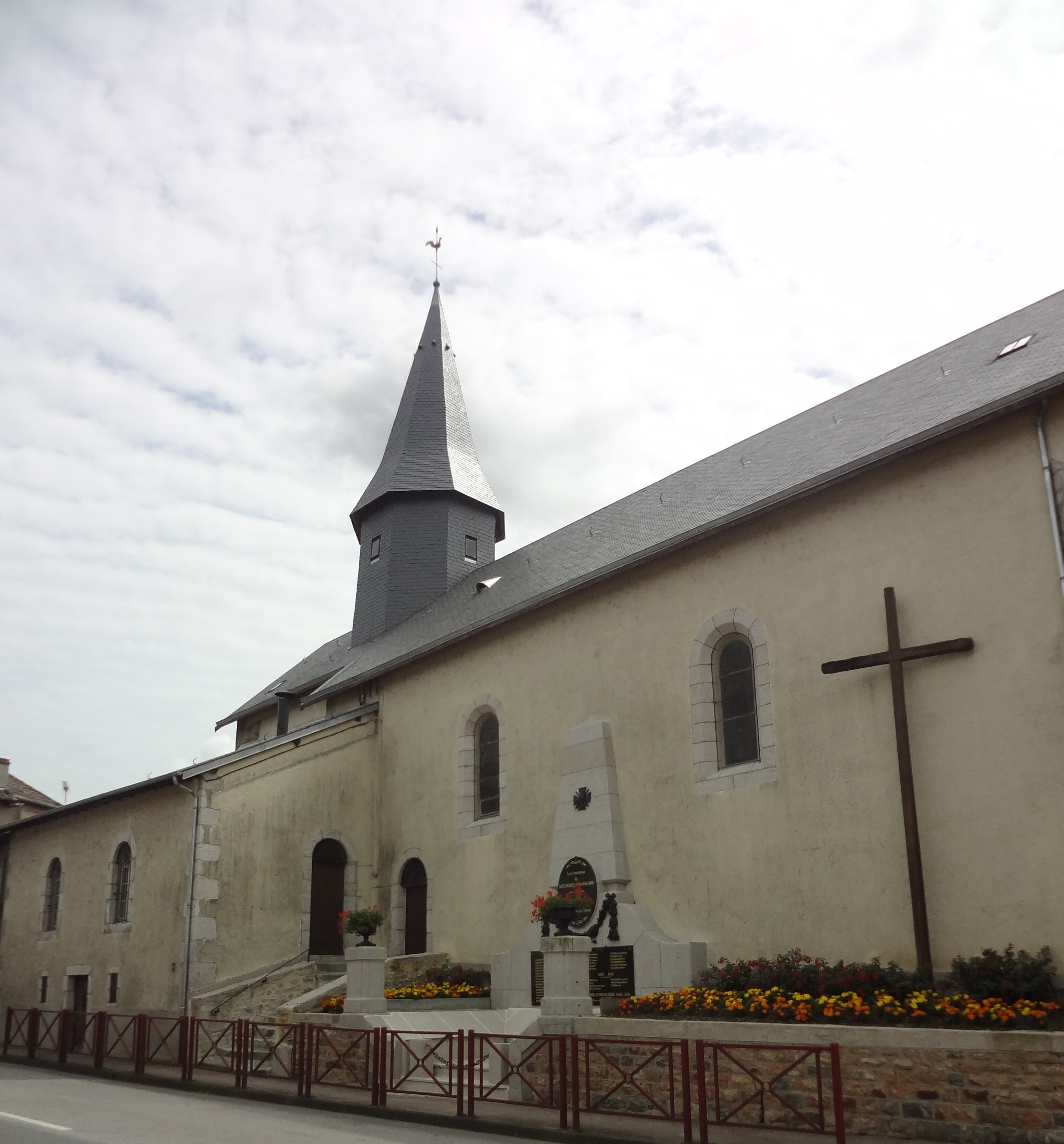
Kirche Sainte-Marie-Madeleine
- Kriegerdenkmal

- Kapelle Sainte-Anne de Taniers
- Kirche Sainte-Marie-Madeleine

## Persönlichkeiten
- André Bernard (1930–2015), Radrennfahrer